# 查理大帝传

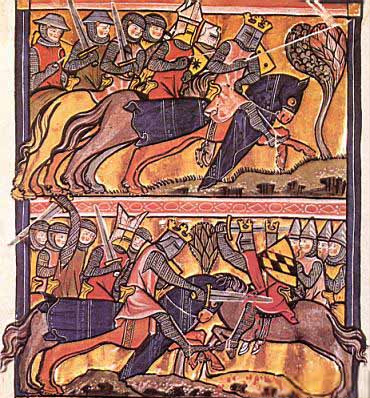
13世纪《查理大帝传》手稿插图

查理大帝传（英語：Vita Karoli Magni），是一部9世纪记录查理大帝生平的历史书籍，共有两篇，第一篇由艾因哈德所著，第二篇由圣高尔修道院僧侣（佚其名）所著。历史学家通常认为这部作品是第一部记录欧洲国王的作品。艾因哈德被认为在这部作品中模仿了苏埃托尼乌斯的《罗马十二帝王传》。

## 概要
本書以一篇序言開始，主要是艾因哈德說明他為何要撰寫此書，強調他認為這是自己的職責，並表示他對查理懷有深厚的感情，以至於認為若查理被遺忘將是一場悲劇。接著，書中敘述墨洛溫王朝的衰落以及加洛林王朝如何崛起，並簡要描述矮子丕平的統治，以及查理大帝與卡洛曼一世共治的年代。
書中相當大一部分篇幅用於記述查理大帝眾多的征服與軍事行動。艾因哈德費盡心思將這些征服描繪為正當甚至神聖的行動；然而，他對戰爭的具體細節多語焉不詳，僅簡略說明戰爭的起因及其結果。
之後，艾因哈德詳細描述了查理大帝的外貌與個性，特別強調其各種優點，尤其是虔誠與在世俗享樂方面的節制。在這一章節中，他也談及查理的部分子女，並試圖解釋查理從未讓女兒出嫁的原因，是因為他對她們的愛太深，不願與之分離。不過，艾因哈德對於駝背丕平叛亂的描述極為簡略，這段記載反而極具歷史意義，因為我們對丕平的事蹟遠比書中所述更多，許多歷史學者認為這是艾因哈德明顯的歷史修正主義。
本書最後一部分主要記述查理大帝於公元800年聖誕節被加冕為羅馬皇帝，以及他的死亡、遺囑與其子虔誠者路易的繼位。書中聲稱查理對皇帝加冕毫不知情，甚至寫道：
他起初對此如此反感，以至於宣稱若早知教宗有此打算，即使那日是盛大的節慶日，他也不會踏入教堂一步。
對於艾因哈德所提出的這種說法，歷來史學界爭議頗大；多數現代歷史學家認為查理早就知道教宗的計劃。全書以查理大帝遺囑的全文與其葬禮的描述作結，使本書收尾於一種沉重莊嚴的氣氛之中。

## 译本

### 中文译本
- 1979年，戚国淦据A·J. 格兰特英译本译出中文版，由商务印书馆出版，ISBN：9787100020329；
- 2009年，收入汉译世界学术名著丛书（珍藏本）再版，ISBN：9787100063227；
- 2017年，收入汉译世界学术名著丛书（纪念版）再版，ISBN：9787100133852。

### 英文译本
- Chiesa, P. Vita Karoli. Florence: SISMEL / Ed. del Galluzzo, 2014.
- Dutton, P. . Peterborough: Broadview Press. 1998. ISBN 978-1-55111-134-6.
- Firchow, Evelyn S.; Edwin H. Zeydel. . Saarbrücken: AQ-Verlag. 1985. ISBN 978-3-922441-49-6.
- Ganz, D. . London: Penguin. 2008. ISBN 978-0-14-045505-2.
- Grant, A.J. . London: Moring. 1905.
- Thorpe, L. . Harmondsworth: Penguin. 1969. ISBN 0-14-044213-8.